# Mahmoud Metwaly
Mahmoud el-Metwalli Mohamed Mansour (arabisch محمود المتولي, DMG Maḥmūd al-Matwalī; * 4. Januar 1993 in Mansoura, Ägypten) ist ein ägyptischer Fußballspieler, der derzeit als Mittelfeldspieler und Innenverteidiger für Al Ahly in der Egyptian Premier League spielt.

## Karriere

### Vereine
Metwaly spielte für den Ismaily SC und wechselte im Juli 2019 zum Al Ahly SC.

## Erfolge
Al Ahly SC
- Egyptian Premier League Sieger: 2019/20
- Ägyptischer Pokalsieger: 2019/20
- Ägyptischer Superpokalsieger: 2018/19
- CAF Champions League Sieger: 2019/20

Ägypten U20
- U20 Afrika-Cup Sieger: 2013